# Rudy Greene
Pour les articles homonymes, voir Greene.
Rudy Greene (1926-1976), souvent Rudy Green, de son vrai nom Rudolph Spencer Greene, est un guitariste et chanteur de rhythm and blues et de rock 'n' roll américain, né à Lake Charles, en Louisiane et mort en Floride.

## Carrière
Rudy Greene, disciple du jeu de guitare de T-Bone Walker, apparaît en 1946-1947. Le label de Nashville Bullett Records publie trois 78 tours de Greene dans un style jump blues. En 1952, on le retrouve à Chicago ou il enregistre pour Chance Records. De 1954 à 1955, il joue sans interruption dans des clubs locaux et enregistre un disque pour Club 51 Records, accompagné par le saxophoniste Eddie Chamblee.
En 1956, il est à Nashville, où le label Excello publie deux singles de Greene. son titre le plus connu sort l'année suivante sur Ember Records : Juicy Fruit est un morceau nerveux de black rock 'n' roll.
Si Rudy Greene a eu peu de succès de son vivant, sa musique, notamment son Juicy Fruit est présent sur de nombreuses compilations récentes de rhythm and blues et de rock 'n' roll. 

## Discographie

### Singles
- Jucy Fruit, Ember Records, 1957